# Йоган Бакайоко
Йоган Бакайоко (нід. Johan Bakayoko, нар. 20 квітня 2003, Оверейсе) — бельгійський футболіст, нападник клубу «РБ Лейпциг» і національної збірної Бельгії. Раніше виступав за нідерландський ПСВ Ейндговен.

## Клубна кар'єра
Народився 20 квітня 2003 року в місті Оверейсе. Вихованець юнацьких команд футбольних клубів «Ауд-Геверле», «Брюгге», «Мехелен», «Андерлехт», а 2019 року приєднався до клубної структури нідерландського ПСВ.
У дорослому футболі дебютував 2020 року виступами за другу команду останнього клубу, «Йонг ПСВ». На рівні другого нідерландського дивізіону був основним гравцем атакувальної ланки команди і одним із її головних бомбардирів, маючи середню результативність на рівні 0,35 гола за гру першості.
З 2022 року залучається до складу головної команди ПСВ.

## Виступи за збірні
2018 року дебютував у складі юнацької збірної Бельгії (U-15), загалом на юнацькому рівні взяв участь у 30 іграх, відзначившись 7 забитими голами.
2022 року залучався до складу молодіжної збірної Бельгії. На молодіжному рівні зіграв у 3 офіційних матчах.
2023 року дебютував в офіційних матчах у складі національної збірної Бельгії.
| Дата       | Місто     | Господарі   | Результат | Гості       | Турнір            | Голи | Примітки |
| ---------- | --------- | ----------- | --------- | ----------- | ----------------- | ---- | -------- |
| 24-3-2023  | Стокгольм | Швеція      | 0 – 3     | Бельгія     | Відбір до ЧЄ 2024 | -    | 61'      |
| 28-3-2023  | Кельн     | Німеччина   | 2 – 3     | Бельгія     | товариський матч  | -    | 58'      |
| 17-6-2023  | Брюссель  | Бельгія     | 1 – 1     | Австрія     | Відбір до ЧЄ 2024 | -    | 69'      |
| 20-6-2023  | Таллінн   | Естонія     | 0 – 3     | Бельгія     | Відбір до ЧЄ 2024 | 1    |          |
| 9-9-2023   | Баку      | Азербайджан | 0 – 1     | Бельгія     | Відбір до ЧЄ 2024 | -    | 66'      |
| 13-10-2023 | Відень    | Австрія     | 2 – 3     | Бельгія     | Відбір до ЧЄ 2024 | -    | 70' 87'  |
| 16-10-2023 | Брюссель  | Бельгія     | 1 – 1     | Швеція      | Відбір до ЧЄ 2024 | -    |          |
| 15-11-2023 | Левен     | Бельгія     | 1 – 0     | Сербія      | товариський матч  | -    | 46'      |
| 19-11-2023 | Брюссель  | Бельгія     | 5 – 0     | Азербайджан | Відбір до ЧЄ 2024 | -    | 60'      |
| Усього     |           | Матчів      | 9         |             | Голів             | 1    |          |

## Титули і досягнення
- Володар Кубка Нідерландів (2):

ПСВ: 2021-2022, 2022-2023
- Володар Суперкубка Нідерландів (2):

ПСВ: 2022, 2023
- Чемпіон Нідерландів (2):

ПСВ: 2023-2024, 2024-2025
Особисті досягнення
- Талант місяця Ередивізі: квітень 2024[3]
- Команда місяця Ередивізі (2): квітень 2024[4], серпень 2024[5]